# Gabriella Bager
Gabriella Bager, född 21 april 1991, är en fotbollsspelare från Sverige (mittfältare) som spelat i Damallsvenskan för KIF Örebro DFF säsongerna 2008 och 2009. Säsongen 2014 spelade hon i Svenska cupen i fotboll för damer för Lillån FK.